# Latifa Echakhch
Latifa Echakhch (* 1974 in El Khnansa, Marokko) ist eine französische Bildhauerin und Installationskünstlerin.

## Leben
Echakhch wurde in Marokko geboren und kam als Dreijährige nach Frankreich. Sie studierte sowohl an der École nationale supérieure d’arts in Cergy-Pontoise als auch an der École nationale supérieure des beaux-arts de Lyon in Lyon. Seit 2007 werden ihre Werke sowohl in Frankreich als auch international gezeigt. 2022 wird sie die Schweiz auf der Biennale von Venedig vertreten.
Echakhch lebt und arbeitet in Paris und im schweizerischen Martigny im Kanton Wallis.

## Preise und Auszeichnungen
- 2013 Prix Marcel Duchamp des Musée National d’Art Moderne (Centre Pompidou) in Paris.

## Ausstellungen
- 2007 Le Magasin, Grenoble.
- 2008 Tate Gallery of Modern Art, London.
- 2009 Friedericianum, Kassel.
- 2009 Latifa Echakhch – Partitures, Bielefelder Kunstverein, Bielefeld.
- 2010 Le Rappel des oiseaux, FRAC Champagne-Ardenne; danach in der Galleria d’arte moderna e contemporanea di Bergamo (GAMeC), Bergamo, Italien.
- 2012 Latifa Echakhch – Die Vögel. Projekt im Rahmen der Europäischen Kulturtage der EZB. Neuer Portikus, Frankfurt am Main.
- 2013 Latifa Echakhch – Laps, Musée d’art contemporain de Lyon, Lyon.
- 2015 Lafifa Echakhch – Screen Shot, Zürich Art Prize 2015, Haus Konstruktiv, Zürich.
- 2016 Cross Fade, The Power Plant, Toronto.[1]
- 2017 Crowd Fade, İstanbul Bienali, İstanbul.[2]
- 2018 Falling, Lovely and beautiful, KIOSK, Ghent.[3]
- 2018 Le Jardin Mécanique, Nouveau Musée National de Monaco.[4]
- 2018 Sensory Spaces 14, Museum Boijmans Van Beuningen, Rotterdam.[5]
- 2019 Romance, Fondazione Memmo, Rom.[6]
- 2019 Liberty and Tree, Kunsthalle Mainz.[7]
- 2020 The Sun and the Set, BPS22, Charleroi.[8]

## Monografien
- Kamel Mannour: Latifa Echakhch mit Texten u. a. von Jean-Christophe Ammann et al. JRP|Ringier Kunstverlag, Zürich/Dijon 2012, ISBN 978-2-914171-46-5.
- Thierry Raspail: Latifa Echakhch - Laps. Musée d’art contemporain de Lyon, Lyon 2013, ISBN 978-2-90646-187-1.
- Célia Bernasconi, Michel Racine: Latifa Echakhch: Le Jardin Mécanique. Mousse Publishing, 2018, ISBN 978-88-6749-357-9.[4]